# Connie Glynn

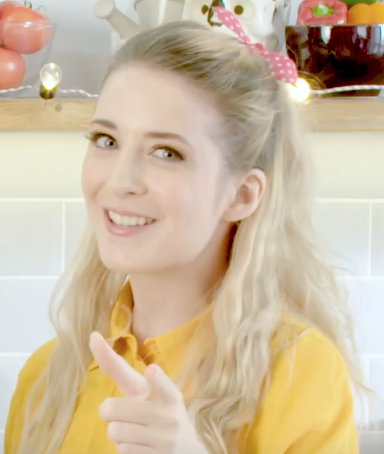
Connie Glynn

Constance Ella Glynn (bekannt als Connie Glynn) (* 16. März 1994 in der Grafschaft Hertfordshire) ist eine englische YouTuberin und Autorin, die vor allem durch ihren YouTube-Kanal (ehemals Noodlerella, jetzt Connie Glynn) und ihre Buchreihe The Rosewood Chronicles (in Deutsch: Prinzessin undercover) bekannt wurde, die sie 2017 zur besten Debüt-Autorin für junge Erwachsene in Großbritannien machte.

## Leben
Glynn kommt aus Hertfordshire. Sie hat einen älteren Bruder, Lawrence. Sie besuchten die St. Christopher School in Letchworth mit einem Stipendium. Die Schule besteht aus einem Internat (aufgeteilt in die drei Häuser Godwin, Gernon und Lytton) und einer Schule, die auch externe Schüler besuchen können.
Als Teenager besuchte sie Kurse an der Guildhall School of Music and Drama. Nach ihrem Abschluss an der University of Sussex mit einem Bachelor of Arts in Filmwissenschaften im Jahr 2016 zog Glynn nach London. Glynn ist aromantisch und bisexuell.
Im Mai 2019 enthüllte sie, dass sie nach einem Autounfall im Jahr 2016 an einer PTBS und anschließender Agoraphobie und Paranoia gelitten hatte.

## Karriere
Connie Glynn begann ihre Reise im Internet mit einem Blog auf Tumblr, in dem sie über Disney, Anime und Videospiele schrieb. Dies wurde in ihren YouTube-Kanal übersetzt, wo sie im Januar 2013 ihr erstes Video mit Disney-Impressionen hochlud. Sie wurde im Internet für ihre „rosa“ Persönlichkeit und ihren Sinn für Mode, ihre Eindrücke und ihre Liebe zu Cartoons und Disney sowie zu Cosplay bekannt.
2016 startete Glynn einen zweiten Kanal, der ursprünglich NoodleVlogs und später Connie hieß. Im August 2019 benannte sie ihren Kanal um in Connie Glynn, um sich von der Farbe Pink als Teil ihrer Identität und Ästhetik abzulösen. Im Februar 2020 löschte sie fast alle Videos von ihrem Kanal.
2016 sprach Connie Glynn die Rolle von Moxie Dewdrop in der britischen Ausgabe des DreamWorks-Films Trolls 2016.
Im Jahr 2017 unterzeichnete Glynn einen Vertrag über drei Bücher (insgesamt sind fünf Bücher der Reihe geplant) mit Penguin Random House über eine Fantasy-Reihe für junge Erwachsene. Der Titel der Reihe „The Rosewood Chronicles“ heißt in Deutsch „Prinzessin undercover“ und basiert weitgehend auf Glynns eigenen Erfahrungen im Internat. Der erste Teil der Buchreihe, Undercover Princess (in Deutsch: Prinzessin undercover), machte sie 2017 zur Top-Debüt-Autorin im Genre der jungen Erwachsenen in Großbritannien.
Auf Undercover Princess (in Deutsch:  Prinzessin undercover – Geheimnisse) folgten 2019 die Bände 2 und 3 der Reihe Princess-in-Practice (in Deutsch: Prinzessin undercover – Enthüllungen) und The Lost Princess (in Deutsch: Prinzessin undercover – Entscheidungen). Weitere zwei Bände sind geplant. Auf einer Buchtour stellte Glynn 2019 ihre Bücher in England vor.

## Veröffentlichungen
- Connie Glynn: Prinzessin undercover – Geheimnisse. 5. Auflage. Band 1. Fischer KJB, Frankfurt am Main 2018, ISBN 978-3-7373-4128-8.
- Connie Glynn: Prinzessin undercover – Enthüllungen. 3. Auflage. Band 2. Fischer KJB, Frankfurt am Main 2019, ISBN 978-3-7373-4138-7.
- Connie Glynn: Prinzessin undercover – Entscheidungen. 1. Auflage. Band 3. Fischer KJB, Frankfurt am Main 2019, ISBN 978-3-7373-4167-7.
- Connie Glynn: Prinzessin undercover – Hoffnungen. 1. Auflage. Band 4. Fischer KJB, Frankfurt am Main 2020, ISBN 978-3-7373-4226-1.
- Connie Glynn: Prinzessin undercover – Versprechen. 1. Auflage Band 5. Fischer KJB, Frankfurt am Main 2022, ISBN 978-3-7373-4291-9

## Video
- Video von Conny Glynn über ihre Buchreihe „The Rosewood Chronicles“ (in Deutsch: Prinzessin undercover)[18]

## Nominierungen
- 2016: Nominierung Nickelodeon Kids’ Choice Awards als UK Favourite Breakthrough Vlogger[19]
- 2016: Nominierung für den Breakthrough Award (Summer in the City Award)[20]
- 2018: Nominierung Book of the Year (Summer in the City Award)[21]